# Иван Ивањи
Иван Ивањи (Велики Бечкерек, 24. јануар 1929 — Вајмар, 9. мај 2024) био је  српски књижевник и преводилац јеврејског порекла.

## Биографија

### Детињство и нацистички логори
Рођен је у породици јеврејских лекара који су докторирали у Немачкој. Породица није била религиозна, а у истој кући са породицом Ивањи је становао и парох Српске православне цркве. Поред српског, у кући се говорио мађарски и немачки. Деца су имала и гувернанту Илсу фон Шлудерман, словеначку Аустријанку.
Уочи Другог светског рата, Иван је крштен у протестантској калвинистичкој цркви од стране свештеника Золтана Сабоа, што је била идеја његовог оца који се и сам покрстио у Лајпцигу, у нади да ће их то спасити од прогона Јевреја. Мада у страху, породица је прославила пуч 27. марта и одбијање приступања Тројном пакту, што је нарочито подржао његов отац, резервни санитетски потпуковник Југословенске војске. У то време, баба и деда са очеве стране, који су становали преко пута њих, извршили су самоубиство, не желећи да пролазе кроз ратне страхове.
Потом, родитељи су Ивана послали код стрица у Нови Сад, а млађу сестру Илду код тетке у Суботицу. За време рата је у Новом Саду похађао мађарску гимназију, захваљујући професору Богдану Чиплићу. Дуго ништа није знао о родитељима, који су у међувремену ухапшени и одведени у Јеврејски логор Земун на Старом сајмишту. Отац је убијен у логору Топовске шупе, крајем 1941. године, а мајка је угушена у камиону душегупка на путу према Јајинцима, током пролећа 1942. године. Иванов ујак (најмлађи брат његове мајке) Александар Шомло је са породицом био заточен у логору Јасеновац, а убијен је приликом покушаја пробоја логораша 22. априла 1945. године.
Марта 1944. године, Ивањи је ухапшен у Новом Саду. Одведен је у сабирни логор за Јевреје у Суботици под мађарском управом, потом пребачен у Бају, где су га преузели припадници СС-а. Тада је депортован у логор Аушвиц и касније у концентрациони логор Бухенвалд, где остаје до априла 1945. године. У Кикинду је стигао тек 3. септембра 1945. године, совјетским војним транспортом. Вратио се у Нови Сад и завршио Средњу техничку школу, да би се одмах запослио у Културно-уметничком друштву "Ђорђе Зличић" и комитету СКОЈ-а.

### Новинарска и преводилачка каријера
Ивањи је радио као уредник листова Младост и Омладина. Постао је и наставник Средње техничке школе у Београду. Превео је поему Јама Ивана Горана Ковачића на немачки језик и предао је Отоу Бихалију Мерину. Први преводилачки посао је добио 1965. године, када је ангажован као преводилац Петра Стамболића, председника Савезног извршног већа. Приликом посете аустријског канцелара Јозефа Клауса, задобио је пажњу министра спољних послова Коче Поповића, који га је потом одвео код Јосипа Броза Тита, те је повремено почео и за њега да преводи. Тако је дошао у ситуацију да преводи у разговорима са Вилијем Брантом, Хелмутом Шмитом, Валтером Улбрихтом, Ерихом Хонекером и Бруном Крајским.
Од 1974. године је био саветник за штампу и културу амбасаде СФРЈ у Бону. Као преводилац Марка Никезића је први пут након рата боравио у Источној Немачкој.
Иако је познавао Слободана Милошевића, након осме седнице Централног комитета Савеза комуниста Србије је напустио чланство Савеза комуниста Југославије.
Испред Ивањијеве куће постављен је камен сећања аутора Гунтера Демнига, као обележје страдања и сећања на чланове породице Ивањи током Другог светског рата.

### Књижевни рад
Паралелно с каријером педагога, новинара, драматурга и бројним функцијама које је обављао у културном животу Београда и дипломатији, Ивањи се бавио и књижевношћу и од ране младости објављивао поезију, прозу, есеје, бајке и драме.
Његовим најзначајнијим делима сматра се романескна трилогија о римским царевима рођеним у јужнословенским крајевима Диоклецијан, Константин и Јулијан, романи Човека нису убили, На крају остаје реч, Прескакање сенке, Барбаросин Јеврејин у Србији, Гувернанта, Балерина и рат и Милијардер, као и збирке приповедака Друга страна вечности и Порука у боци. Своја дела сам преводи на немачки или пише на немачком језику (Kaiser Konstantin, Kaiser Diokletian, Geister aus einer kleinen Stadt, Buchstaben von Feuer, аутобиографски роман Mein schönes Leben in der Hölle и др.). Објавио је и књигу својих сећања Титов преводилац, о времену када је радио као лични преводилац председника СФР Југославије.
Превео је на српски десетине књига и драма најзначајнијих немачких и мађарских писаца (Гинтер Грас, Волфганг Борхерт, Густав Мејринк, Бертолт Брехт, Мило Дор, Шандор Петефи, Ендре Ади, Шандор Вереш и др.).
Његова дела превођена су на немачки, италијански, енглески, мађарски, словачки, словеначки и чешки језик.

## Одабрана дела
- Човека нису убили (роман), Београд, „Просвета“, 1954.
- Кенгур, хеликоптер и други (бајке), Београд, „Младо поколење“, 1964.
- "Ајкула са нежним срцем" (бајке), Београд, "Младо поколење", 1964.
- Диоклецијан (роман), Београд, „Просвета“, 1973.
- Немачке теме (есеји), Београд, „Нолит“, 1975.
- Ајкула са нежним срцем и друге бајке', Београд, „Нолит“, 1984
- Константин (роман), Београд, „Народна књига“. 1988.  978-86-331-0040-3.
- Прескакање сенке (роман), Београд, „Нолит“. 1989.  978-86-19-01711-4.
- Друга страна вечности: приче о смрти, Београд, „Просвета“. 1989.  978-86-07-01039-4.
- Барбаросин Јеврејин у Србији (роман), Београд, „Стубови културе“, 1998.
- Гувернанта (роман), Београд, „Стубови културе“. 2002.  978-86-7979-021-7.
- Балерина и рат (роман), Београд, „Стубови културе“. 2003.  978-86-7979-063-7.
- Порука у боци (приче), Београд, „Стубови културе“. 2005.  978-86-7979-112-2.
- Стаљинова сабља (роман), Београд, „Стубови културе“. 2008.  978-86-7979-227-3.
- Јулијан (роман), Београд, „Стубови културе“. 2008.  978-86-7979-249-5.
- Авети из једног малог града, Зрењанин, Градска народна библиотека „Жарко Зрењанин“, 2009,	 978-86-7284-115-2.
- Титов преводилац, Београд, „Лагуна“. 2014.  978-86-521-1501-3.
- Милијардер (роман), Београд, „Лагуна“. 2014.  978-86-521-1691-1.
- Mein schönes Leben in der Hölle, Wien. 2014.  978-3-7117-2008-5. (језик: немачки)
- Усамљеност мањине (роман), Београд, „Лагуна“.[8]